# Coppa Svizzera 2025-2026
La Coppa Svizzera 2025-2026, nota come Helvetia Coppa Svizzera 2025-2026 per motivi di sponsorizzazione, sarà la 101ª edizione della manifestazione calcistica. Inizierà il 15 agosto 2025 e terminerà il 24 maggio 2026.
Il Basilea è la squadra campione in carica.

## Squadre partecipanti
| Super League | Challenge League | Promotion League                                                            | 1. Lega | 2. Lega interregionale | 2. Lega | 3. Lega                   | 4. Lega   |
| - Basilea - Grasshoppers - Losanna - Lucerna - Lugano - San Gallo - Servette - Sion - Thun - Winterthur - Young Boys - Zurigo | - Aarau - Bellinzona - Étoile Carouge - Neuchâtel Xamax - Rapperswil-Jona - Stade Lausanne-Ouchy - Stade Nyonnais - Wil - Yverdon | - Bienne - Breitenrain - Cham - Grand-Saconnex - Kriens - Vevey - Sciaffusa | - Concordia Basilea - Courtételle - Echallens - La Sarraz-Eclépens - Mendrisio - Prishtina Berna - Stade Payerne - SV Sciaffusa - Wettswil-Bonstetten - Wohlen | - Ajoie-Monterri - Altstätten - Bosna Neuchâtel - Dardania Losanna - Gossau - Härkingen - Klingnau - Lachen/Altendorf - Signal Bernex-Confignon - Vernier - Zugo | - Azzurri Bienne - Breitenbach - Diaspora 2014 - La Tour/Le Pâquier - Le Communal Sport-Le Locle - Lommiswil - Morbio - Perlen-Buchrain - Romanshorn - Saxon - Unterstrass - Veyrier | - Volketswil - Walenstadt | - Nebikon |

## Date
| Turno                   | Data                 |
| ----------------------- | -------------------- |
| Trentaduesimi di finale | 15-17 agosto 2025    |
| Sedicesimi di finale    | 19-21 settembre 2025 |
| Ottavi di finale        | 2-4 dicembre 2025    |
| Quarti di finale        | 3-5 febbraio 2026    |
| Semifinali              | 18-19 aprile 2026    |
| Finale                  | 24 maggio 2026       |

## Calendario

### Trentaduesimi di finale
I club di Super League e Challenge League sono teste di serie, pertanto non si possono affrontare direttamente. La squadra di lega inferiore ha il diritto di giocare in casa. Il sorteggio è stato effettuato il 30 giugno 2025.
| Squadra 1                  | Risultato       | Squadra 2            |
| -------------------------- | --------------- | -------------------- |
| 15 agosto 2025             |                 |                      |
| Perlen-Buchrain            | 0 - 3           | Lucerna              |
| Volketswil                 | 0 - 8           | Rapperswil-Jona      |
| Wettswil-Bonstetten        | 0 - 2           | Zurigo               |
| Ajoie-Monterri             | 0 - 2           | Sion                 |
| 16 agosto 2025             |                 |                      |
| Romanshorn                 | 2 - 4           | Altstätten           |
| Walenstadt                 | 0 - 13          | San Gallo            |
| Lommiswil                  | 1 - 4           | Prishtina Berna      |
| La Sarraz-Eclépens         | 1 - 4           | Grand-Saconnex       |
| Stade Payerne              | 1 - 3           | Yverdon              |
| Kriens                     | 2 - 3           | Wil                  |
| Le Communal Sport-Le Locle | 2 - 1           | Saxon                |
| Breitenbach                | 0 - 5           | Bosna Neuchâtel      |
| Unterstrass                | 4 - 4 (4-2 dtr) | Klingnau             |
| Härkingen                  | 2 - 3           | Sciaffusa            |
| Signal Bernex-Confignon    | 0 - 3           | Étoile Carouge       |
| Zugo                       | 0 - 0 (5-4 dtr) | Mendrisio            |
| Morbio                     | 2 - 1           | Gossau               |
| SV Sciaffusa               | 0 - 5           | Winterthur           |
| Vernier                    | 0 - 1           | Echallens            |
| Nebikon                    | 0 - 4           | Bellinzona           |
| Diaspora 2014              | 2 - 3           | Neuchâtel Xamax      |
| Veyrier                    | 0 - 2           | Stade Lausanne-Ouchy |
| Wohlen                     | 1 - 3           | Aarau                |
| Bienne                     | 1 - 6           | Basilea              |
| 17 agosto 2025             |                 |                      |
| Azzurri Bienne             | 0 - 8           | Concordia Basilea    |
| Cham                       | 3 - 2           | Lugano               |
| La Tour/Le Pâquier         | 0 - 4           | Stade Nyonnais       |
| Dardania Losanna           | 0 - 5           | Servette             |
| Breitenrain                | 1 - 0           | Thun                 |
| Courtételle                | 1 - 4           | Young Boys           |
| Vevey                      | 1 - 2           | Losanna              |
| Lachen/Altendorf           | 0 - 2           | Grasshoppers         |

### Sedicesimi di finale
Il sorteggio è stato effettuato il 17 agosto 2025.
| Squadra 1                  | Risultato | Squadra 2            |
| -------------------------- | --------- | -------------------- |
| Aarau                      | -         | Young Boys           |
| Altstätten                 | -         | Cham                 |
| Bellinzona                 | -         | Grasshoppers         |
| Bosna Neuchâtel            | -         | Lucerna              |
| Concordia Basilea          | -         | Basilea              |
| Echallens                  | -         | Stade Lausanne-Ouchy |
| Étoile Carouge             | -         | Basilea              |
| Le Communal Sport-Le Locle | -         | Grand-Saconnex       |
| Morbio                     | -         | Rapperswil-Jona      |
| Prishtina Berna            | -         | Sion                 |
| Sciaffusa                  | -         | Winterthur           |
| Stade Nyonnais             | -         | Zurigo               |
| Unterstrass                | -         | Neuchâtel Xamax      |
| Wil                        | -         | San Gallo            |
| Yverdon                    | -         | Servette             |
| Zugo                       | -         | Breitenrain          |